# Тамбицы (Медвежьегорский район)
Та́мбицы — деревня в составе Великогубского сельского поселения Медвежьегорского района Республики Карелия, комплексный памятник истории.

## Общие сведения
Расположена на Заонежском полуострове в северной части Онежского озера.
Впервые поселение упоминается в «Писцовой книге Обонежской пятины» в 1563 году.

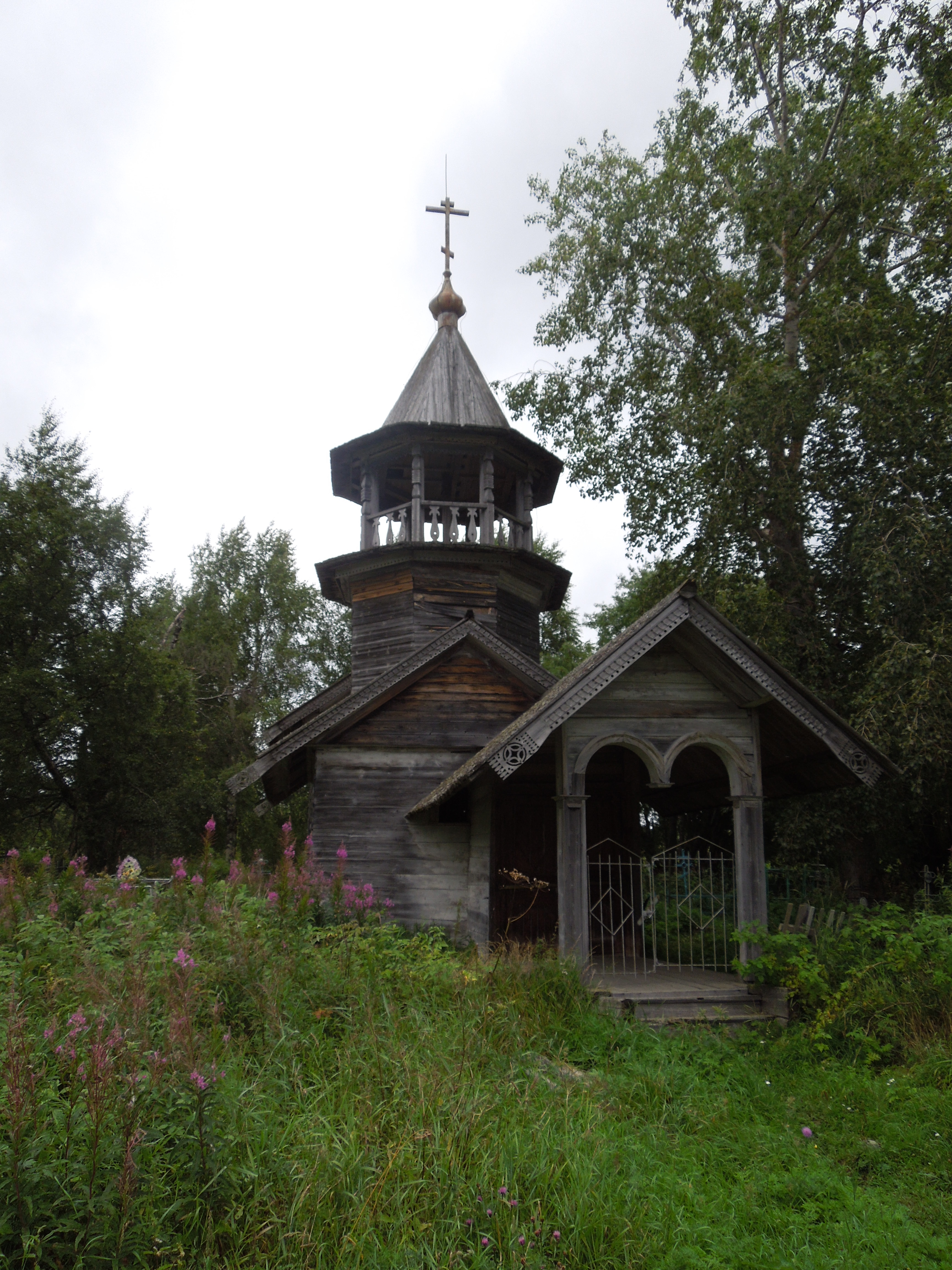
Часовня святителя Николая

Сохраняется памятник архитектуры — деревянная часовня Hиколая Чудотворца (XVIII век). В 1989 году была проведена фрагментарная реставрация.

## Интересные факты
Крестьянин деревни Тамбицы Ермилкин Михаил Фёдорович (1892—?), герой Первой мировой войны, бомбардир, был награждён военным орденом Святого Георгия 4-й степени.

## Население
Численность населения в 1905 году составляла 309 человек.
| 2002 | 2010 | 2013 |
| ---- | ---- | ---- |
| 1    | ↗3   | ↗8   |